# Fusciludia mesopleuralis
Fusciludia mesopleuralis är en tvåvingeart som först beskrevs av Malloch 1939.  Fusciludia mesopleuralis ingår i släktet Fusciludia och familjen borrflugor.
Artens utbredningsområde är Fiji. Inga underarter finns listade i Catalogue of Life.